# والتر كونراد
والتر كونراد (بالإيطالية: Walter Konrad؛ بالألمانية: Walter Konrad) هو منافس ألعاب قوى ألماني وإيطالي ونمساوي، ولد في 4 يوليو 1928 في ميرانو في إيطاليا.

## وصلات خارجية
- والتر كونراد على موقع أوليمبيديا (الإنجليزية)